# Herbert Franz Wolf
Herbert Franz Wolf (* 24. Juni 1927 in Rudelsdorf; † 15. Mai 1993 in Leipzig) war ein deutscher Soziologe, der als Professor an der Karl-Marx-Universität Leipzig lehrte und zu den Mitbegründern der Soziologie in der DDR zählt.

## Leben
Nach dem Zweiten Weltkrieg, in dem er erst Luftwaffenhelfer, dann Panzergrenadier gewesen war, beendete Wolf seine schulische Ausbildung 1947 an der Oberschule Schönebeck. Anschließend studierte er von 1947 bis 1949 an der Universität Rostock und von 1949 bis 1951 an der Universität Leipzig Gesellschaftswissenschaften. Dort wurde er 1964 mit einer Arbeit über die formale Soziologie Leopold von Wieses zum Dr. phil. promoviert. 1973 folgte, ebenfalls in Leipzig, eine zweite Promotion (zum Dr. sic. phil.). Titel der Dissertationsschrift war: Sozialistisches Perspektivbewusstsein als subjektive Triebkraft des Handelns.
Von 1969 bis 1976 lehrte Wolf als Dozent für Soziologie an der Universität Leipzig, unterbrochen durch eine sechsmonatige Gastdozentur an der Universität von Havanna (1974), von 1976 bis 1990 war er dort ordentlicher Professor für Marxistisch-Leninistische Soziologie. Er war Mitbegründer der Gesellschaft für Soziologie der DDR und von 1989 bis 1991 Vorsitzender des Regionalverbandes Süd sowie ab 1991 Mitherausgeber des Berliner Journals für Soziologie. Ab 1992 bis zu seinem Tod war er Mitglied der Deutschen Gesellschaft für Soziologie.
Zu den Mitbegründern der akademischen Soziologie in der DDR wird Wolf deshalb gezählt, weil er bereits 1957 gemeinsam mit Robert Wilhelm Schulz ein Soziologisches Seminar an der Leipziger Universität initiierte, an dem bald Empirische Sozialforschung betrieben wurde.

## Schriften (Auswahl)
- Die Herausbildung der formalen Soziologie und ihre systematische Fassung durch Leopold von Wiese. Ein Beitrag zur Analyse der Krisenentwicklg der bürgerlich Soziologie. Leipzig 1964 (Dissertationsschrift).
- Sozialistisches Perspektivbewußtsein als subjektive Triebkraft des Handelns. Leipzig 1973 (Dissertationsschrift).
- Beiträge zur marxistisch-leninistischen Soziologie. Leipzig 1984 (Redaktion).
- Kollektivbeziehungen und Lebensweise. Dietz, Berlin 1984 (mit Alice Kahl und Steffen H. Wilsdorf).